# Douglas Sampaio
Douglas Santos Sampaio (Rio de Janeiro, 24 de fevereiro de 1993) é um ator brasileiro. Ele tornou-se conhecido em 2011 ao interpretar Jefferson na décima-nona temporada de Malhação. Em 2015, foi o vencedor da oitava temporada do reality show A Fazenda.

## Carreira
Nascido e criado no subúrbio da Vila da Penha, iniciou a carreira aos 10 anos fazendo teatro infantil e aos 12 decidiu definitivamente seguir a profissão de ator. Ele possuía junto com seu irmão e três amigos a banda "D'Trix" onde atuava como vocalista e guitarrista, tendo a música negra como inspiração. Em 2010, a banda chegou a lançar um CD independente em junho, fazer shows em diversos eventos no Rio e ganhar o troféu "Quem Sabe Faz Ao Vivo" na Garagem do Faustão como a melhor da rodada de setembro.
Teve seu primeiro papel de destaque em 2011 na 19ª temporada da soap opera adolescente Malhação, onde interpretou Jefferson, um dos pagodeiros da Favela dos Anjos.
Desde 2015, integra com Rodrigo Phavanello a dupla sertaneja "Douglas Sampaio & Phavanello". Em janeiro de 2016, a dupla começou a gravar o primeiro disco com os hits "Borboletinha", "Sou Eu" e "Bora começar".
Em 2015, Douglas participou da oitava temporada do reality show A Fazenda que é exibido pela Rede Record. Ele foi escolhido pelo público como o vencedor da competição, na final disputada com o ator Luka Ribeiro e a ex- panicat Ana Paula Minerato que ocorreu no dia 8 de dezembro de 2015, faturando o prêmio de 2 milhões de reais. Em 2016, Douglas foi contratado pela Rede Record para integrar o elenco da novela bíblica A Terra Prometida, onde interpretou o jovem guerreiro "Rune". Em 2018, Douglas participou da terceira temporada do talent show Dancing Brasil que é exibido pela RecordTV, na qual acabou ficando em 10.º lugar na competição.

## Vida pessoal
Ele tem um irmão chamado Diego Sampaio. Aos 17 anos teve seu primeiro filho, que se chama Bernardo. No final de 2015, ele começou a namorar a modelo e atriz Rayanne Morais, que conheceu durante o confinamento do reality show A Fazenda.
No dia 9 de março de 2016, durante as gravações do programa Hora do Faro que é exibido pela RecordTV, Douglas pediu a mão da modelo e atriz Rayanne Morais em casamento no palco do programa, na qual ela aceitou. No entanto, poucos meses depois o relacionamento amoroso do casal chegou ao fim no dia 19 de novembro de 2016.
Em novembro de 2018, foi inocentado da acusação que a sua então namorada, a atriz Jeniffer Oliveira, que na época fazia parte do elenco da novela Malhação, fez em junho do mesmo ano que teria sido agredida por ele.
Em 2022, Douglas relevou em uma entrevista que já se relacionou com homens, mas que não se rotula bissexual.

## Filmografia
| Ano     | Título            | Personagem                         | Nota                           |
| ------- | ----------------- | ---------------------------------- | ------------------------------ |
| 2011–12 | Malhação          | Jefferson da Silva (Jeff/Jeffinho) | Temporada 19                   |
| 2013    | Salve Jorge       | Gilson                             | Episódio: "1 de abril de 2013" |
| 2015    | A Fazenda         | Participante (Vencedor)            | Temporada 8                    |
| 2016    | A Terra Prometida | Rune                               |                                |
| 2018    | Dancing Brasil    | Participante (10º lugar)           | Temporada 3                    |
| 2024    | Reis              | Tabrimom                           | Temporada 11                   |

## Teatro
- 2009 - A Bela e a Fera
- ---- - Enlace
- 2015 - Meninos e Meninas
- 2017 - Entre Todos Nós